# Сидорово (Удомельский район)
Сидорово — деревня в Удомельском городском округе Тверской области.

## География
Деревня находится в северной части Тверской области на расстоянии приблизительно 23 км на север по прямой от железнодорожного вокзала города Удомля.

## История
Деревня известна с 1802 года как владение обер-бергмайстера Григория Никифоровича Клеопина, позднее Е. Д. Сназиной-Тормасовой и Горемыкиной. Дворов здесь было 15 (1859 год), 26 (1886), 22(1911),46 (1958), 38 (1986), 26 (1999). В советский период истории здесь действовали колхоз им. Коминтерна и совхоз «Прогресс». До 2015 года входила в состав Котлованского сельского поселения до упразднения последнего. С 2015 года в составе Удомельского городского округа. Ныне опустела.

## Население
Численность населения: 96 человек (1859 год), 140 (1886), 153 (1911), 155 (1958), 68 (1986), 46 (1996), 38 (русские 84 %) 2002 году, 50 в 2010.